# 保罗·维尔特
保罗·维尔特（Paul Wild，1925年10月5日–2014年7月2日），瑞士天文学家，与1980年至1991年任伯尔尼大学天文系主任，观测地点在伯尔尼附近的齊美爾瓦爾德天文台。他出生於韋登斯維爾，死於伯爾尼。

## 天文發現
他发现了包括周期彗星威爾德1號彗星、威爾德2號彗星、威爾德3號彗星、威爾德4號彗星在内的一批彗星。
他还发现了一批小行星，包括著名的阿波罗小行星小行星1866、阿莫爾型小行星小行星2368和小行星3552。
|                             |                |
| 发现的小行星共计: 94颗      |                |
| 小行星1657                  | 1961年3月6日   |
| 小行星1687                  | 1965年9月19日  |
| 小行星1748                  | 1966年9月7日   |
| 小行星1768                  | 1965年9月23日  |
| 小行星1773                  | 1968年4月17日  |
| 小行星1775                  | 1969年5月13日  |
| 小行星1803                  | 1967年2月6日   |
| 小行星1830                  | 1968年4月17日  |
| 小行星1831                  | 1968年4月17日  |
| 小行星1838                  | 1971年10月20日 |
| 小行星1839                  | 1971年10月20日 |
| 小行星1844                  | 1972年10月30日 |
| 小行星1845                  | 1972年10月30日 |
| 小行星1860                  | 1973年9月28日  |
| 小行星1866                  | 1972年12月5日  |
| 小行星1891                  | 1969年9月11日  |
| 小行星1892                  | 1971年9月16日  |
| 小行星1893                  | 1971年10月20日 |
| 小行星1906                  | 1972年9月5日   |
| 小行星1911                  | 1973年10月25日 |
| 小行星1935                  | 1973年9月2日   |
| 小行星1936                  | 1973年11月24日 |
| 小行星1937                  | 1973年12月19日 |
| 小行星1938                  | 1974年4月19日  |
| 小行星1960                  | 1973年10月25日 |
| 小行星1961                  | 1973年11月19日 |
| 小行星1962                  | 1973年11月24日 |
| 小行星2001                  | 1973年3月5日   |
| 小行星2005                  | 1973年9月2日   |
| 小行星2029                  | 1969年9月11日  |
| 小行星2033                  | 1973年2月6日   |
| 小行星2034                  | 1973年3月5日   |
| 小行星2037                  | 1973年10月25日 |
| 小行星2038                  | 1973年11月24日 |
| 小行星2040                  | 1974年4月19日  |
| 小行星2080                  | 1976年2月27日  |
| 小行星2081                  | 1976年2月27日  |
| 小行星2087                  | 1975年12月28日 |
| 小行星2088                  | 1976年2月27日  |
| 小行星2129                  | 1973年9月27日  |
| 小行星2138                  | 1968年4月17日  |
| 小行星2151                  | 1977年11月3日  |
| 小行星2152                  | 1978年11月19日 |
| 小行星2175                  | 1977年10月12日 |
| 小行星2218                  | 1975年1月10日  |
| 小行星2229                  | 1977年9月7日   |
| 小行星2239                  | 1978年9月13日  |
| 小行星2262                  | 1978年9月10日  |
| 小行星2303                  | 1979年3月24日  |
| 小行星2320                  | 1979年8月29日  |
| 小行星2337                  | 1976年10月22日 |
| 小行星2353                  | 1975年10月27日 |
| 小行星2368                  | 1977年9月4日   |
| 小行星2429                  | 1977年10月12日 |
| 小行星2481                  | 1977年10月18日 |
| 小行星2517                  | 1968年9月28日  |
| 小行星2521                  | 1979年2月28日  |
| 小行星2565                  | 1977年10月12日 |
| 小行星2731                  | 1982年5月21日  |
| 小行星2843                  | 1975年12月7日  |
| 小行星2868                  | 1972年10月30日 |
| 小行星2914                  | 1965年9月19日  |
| 小行星2950                  | 1974年11月9日  |
| 小行星2970                  | 1978年10月27   |
| 小行星2989                  | 1976年10月22日 |
| 小行星3021                  | 1967年2月6日   |
| 小行星3026                  | 1977年10月12日 |
| 小行星3060                  | 1982年9月12日  |
| 小行星3258                  | 1983年9月8日   |
| 小行星3329                  | 1985年9月12日  |
| 小行星3468                  | 19751月7日     |
| 小行星3491                  | 1984年9月30日  |
| 小行星3552                  | 1983年9月26日  |
| 小行星3582                  | 1986年10月2日  |
| 小行星3928                  | 1981年8月4日   |
| 小行星4323                  | 1981年8月27日  |
| 小行星4471                  | 1978年11月8日  |
| 小行星5369                  | 1985年9月22日  |
| 小行星5708                  | 1977年10月12日 |
| 小行星5710                  | 1977年10月18日 |
| 小行星5986                  | 1969年10月2日  |
| 小行星6475                  | 1987年9月29日  |
| 小行星6620                  | 1973年10月25日 |
| 小行星7081                  | 1987年8月30日  |
| 小行星8061                  | 1975年10月27日 |
| 小行星9149                  | 1977年10月12日 |
| 小行星9302                  | 1985年10月12日 |
| 小行星971                   | 1972年8月7日1  |
| 小行星9716                  | 1975年10月27日 |
| 小行星10488                 | 1985年9月12日  |
| 小行星13025                 | 1989年1月28日  |
| 小行星14826                 | 1985年9月16日  |
| 小行星16415                 | 1987年8月21日  |
| 小行星19251                 | 1994年9月3日   |
| 1. 1 与I. Bauersima共同发现 |                |

## 腳註
1. ↑  .   [2006-01-19]. （原始内容存档于2020-10-30）.

## 参看
- 维尔特二号
- 星尘号